# Йохан Йозеф Вилхелм фон Вурмбранд-Щупах
Йохан Йозеф Вилхелм фон Вурмбранд-Щупах (на немски: Johann Joseph Wilhelm, Graf von Wurmbrand-Stuppach) е граф от знатната австрийска благородническа фамилия Вурмбранд-Щупах в Долна Австрия, президент на имперския дворцов съвет.

## Биография
Роден е на 18 февруари 1670 година в Грац, Хабсбургска монархия. Той е най-големият син (от дванадесетте деца) на граф Йохан Евстахиус фон Вурмбранд-Щупах (1642 – 1684) и съпругата му Елизабет Шпайдл (1647 – 1708). Внук е на граф Йохан Ернст Еренрайх фон Вурмбранд-Щупах (1606 – 1691) и Йохана Евстахия фон Алтхан († 1676/1677).
Той управлява от 1694 до 1750 г. Йохан Йозеф Вилхелм и братята му Кристиан Зигисмунд фон Вурмбранд-Щупах (1673 – 1737) и Казимир Хайнрих Вилхелм граф в Щайерсберг (1680 – 1749), са издигнати 1682 г. на графове.
Йохан Йозеф Вилхелм следва в университета в Утрехт и след това започва императорска държавна служба. На само 27 години той става имперски дворцов съветник. През 1714 г. ръководи бохемските гласове при избора на император. Когато короната отива на Вителсбахите, той напуска всичките си германски служби и се оттегля. Едва след смъртта на император Карл VII той отново отива на държавна служба и като първи бохемски пратеник при изборите помага на Франц Стефан от Лотарингия да получи императорския трон. Императрица Мария Терезия предлага на Йохан Йозеф Вилхелм княжеската титла, но той отказва.
Той е президент на имперския дворцов съвет, имперски конференц-министър, таен съветник и рицар на Ордена на Златното руно. 
Умира на 17 декември 1750 г. във Виена на 80-годишна възраст. Погребан е при августинците във Виена.

## Фамилия
Първи брак: фрайин Сузана София Мария фон Прьозинг (1673 – 1700), дъщеря на фрайхер Волфганг Еренрайх фон Прьозинг-Щайн и Сузана Елеонора фон Полхайм. Те имат две дъщери:
- Естер Мария Поликсена фон Вурмбранд-Щупах (* 17 декември 1696; † 14 март 1755), омъжена на 6/26 май 1717 г. в Еберсдорф в Щирия за граф Казимир фон Зайн-Витгенщайн-Берлебург (* 31 януари 1687; † 5 юни 1741)
- Анна Кристиана Елеонора фон Вурмбранд-Щупах (* 3 юни 1699; † 14 януари 1763), омъжена за граф Фридрих Магнус фон Лайнинген-Дагсбург-Харденбург (* 27 март 1703; † 28 октомври 1756); родители на:
  - Карл Фридрих Вилхелм фон Лайнинген (* 14 август 1724; † 9 януари 1807) генерал, от 1779 г. 1. княз на Лайнинген.

Втори брак: 5 октомври 1700 г. се жени за графиня Юлиана Доротея Луиза фон Лимпург-Гайлдорф (* 8 май 1677; † 4 октомври 1734), вдовица на граф Евхариус Казимир фон Льовенщайн-Вертхайм-Вирнебург (* 22 март 1668; † 1 януари 1698), дъщеря на граф и Шенк Вилхелм Хайнрих фон Лимпург-Гайлдорф (1652 – 1690) и Елизабет Доротея фон Лимпург-Гайлдорф (1656 – 1712). Те имат една дъщеря:
- Мария Маргарета Леополда фон Вурмбранд-Щупах (* 2 юли 1701; † 14 декември 1756), омъжена на 5 октомври 1722 г. в Гайлдорф за граф Вилхелм Карл Лудвиг фон Золмс-Рьоделхайм-Асенхайм (* 3 февруари 1699 в Августенбург; † 27 август 1778)

Трети брак: на 11 януари 1735 г. във Виена се жени за графиня Мария Доминика фон Щархемберг (* 20 декември 1710; † 28 февруари 1736, Виена), дъщеря на граф Гундакер Томас фон Щархемберг (1663 – 1745) и втората му съпруга графиня Мария Йозефа Йоргер цу Толет (1668 – 1746). Те имат един син:
- Гундакар Томас фон Вурмбранд-Щупах (* 30 декември 1733, Виена; † 10 май 1791, Грац), женен на 12 януари 1755 г. за графиня Мария Антониая фон Ауершперг (* 30 септември 1739; † 30 юни 1816)

Четвърти брак: на 29 октомври 1736 г. се жени за графиня Мария Бонавентура фон Щархемберг (* 29 ноември 1691; † 26 май 1740), която е по-голяма сестра на третата му съпруга. Бракът е бездетен.
Пети брак: на 29 август 1740 г. във Винер Нойщат се жени за графиня Мария Анна Франциска фон Ауершперг (* 12 май 1712; † 8 март 1780, Виена), дъщеря на Георг Зигмунд фон Ауершперг-Кихберг ам Валд (1678 – 1736) и графиня Мария Анна фон Ауершперг (1686 – 1756). Бракът е бездетен.